# 2,2-二甲基环氧乙烷
2,2-二甲基环氧乙烷是一种有机化合物，化学式为C4H8O，它是1,2-二甲基环氧乙烷的同分异构体。它在镧系金属配合物的催化下可以和二氧化碳发生环加成反应，生成
异丁烯碳酸酯。